# Vas Judit Gigi
Vas Judit Gigi (Jászberény, ? augusztus 19. –) magyar színésznő, műsorvezető.

## Életpályája
Jászberényben született, a helyi Lehel Vezér Gimnáziumban érettségizett. Ezután a Gór Nagy Mária Színitanodában tanult. 2012–2017 között a Kaposvári Egyetem színművész szakos hallgatója volt, Vidnyánszky Attila osztályában. Szabadúszóként játszott több színházban. 2019-től a Déryné Program társulatának tagja. Az M5 csatorna műsorvezetője volt.

### Magánélete
Férje Berettyán Sándor színész.

## Filmes és televíziós szerepei
- #Sohavégetnemérős (2016) ...Ildikó
- Egynyári kaland (2018) ...Hóvirág
- A besúgó (2022) ...Enikő
- 1968 – Egy szerelem rekonstrukciója (2024)